# ألبرت أرنولد بينيت
ألبرت أرنولد بينيت (بالإنجليزية: Albert Arnold Bennett) هو كاتب ترانيم ومبشر أمريكي، ولد في 6 أبريل 1849، وتوفي في 12 أكتوبر 1909.